# Швеция на «Евровидении-1998»
Швеция участвовала в сорок третьем выпуске телевизионного конкурса Евровидение-1998, который состоялся 9 мая в Бирмингеме, Великобритания. Страну представляла Джилл Йонсон, работающая в поп и кантри-стиле с песней Kärleken är ("Любовь - это..."), написанной известными композиторами Бобби Лунггреном и Хоканом Алмквистом на слова Ингелы Форсман. По итогам голосования она заняла десятое место из 25, набрав 53 очка. Данный результат позволил Швеции принять участие на Евровидение-1999. Таким образом, Kärleken är стала предшественницей победной заявки Швеции 1999 года Take Me to Your Heaven в исполнении Шарлотты Перелли. Конкурс был показан SVT на канале SVT2 с комментариями Перниллы Монссон и Кристера Бьоркмана. Глашатаем от Швеции был Бьёрн Гедман.

## До «Евровидения»

### Melodifestivalen 1998
Начиная с 1958 года шведская телекомпания SVT отвечает за организацию отбора заявки на Евровидение и трансляцию конкурса. С 1959 года SVT организовывает национальный отбор под названием Melodifestivalen с участием нескольких артистов и песен. Тридцать седьмой выпуск Melodifestivalen состоялся 14 марта 1998 года в музыкальном театре Мальмё. Ведущими были Пернилла Монссон и Магнус Карлссон. Перед финалом вещателю поступила 1141 заявка, десять из которых были допущены к участию в Melodifestivalen. Победитель определялся через два раунда. В первом раунде пять из десяти заявок прошли во второй раунд без объявления каких-либо баллов или очков. Во втором раунде жюри из 11 регионов Швеции проголосовали за самую любимую песню. Шоу посмотрело 2 миллиона 881 тысяча зрителей. Певица Нанна Грёнвалль, представительница Евровидения-1996 как член группы One More Time, была среди конкурсантов.
| Порядковый номер | Исполнитель       | Название песни          | Автор(ы)                                                    | Результат |
| ---------------- | ----------------- | ----------------------- | ----------------------------------------------------------- | --------- |
| 1                | Анника Фехлинг    | När en stjärna faller   | Анника Фехлинг                                              | Не прошёл |
| 2                | B.I.G.            | Ingen annan väg         | Пео Тирен, Ричард Эвенлинд, Эрика Эвенлинд, Стефан Алмквист | Прошёл    |
| 3                | Элизабет Меландер | Ta dej tid              | Маргарета Нильссон, Гертруд Хеммель                         | Не прошёл |
| 4                | Нанна Грёнвалль   | Avundsjuk               | Петер Грёнвалль, Нанна Грёнвалль                            | Прошёл    |
| 5                | Линда Эрикссон    | Bara månen får se       | Торни Сёдерберг                                             | Не прошёл |
| 6                | Хелена Эрикссон   | Kärleken finns överallt | Фрэнк Одаль                                                 | Не прошёл |
| 7                | Фредрик Карлссон  | Långsamma timmar        | Фредрик Карлссон, Петер Свенссон                            | Не прошёл |
| 8                | Мирра Малмберг    | Julia                   | Клас Андреассон, Торбьёрн Вассениус                         | Прошёл    |
| 9                | Black Ingvars     | Cherie                  | Стефан Берг                                                 | Прошёл    |
| 10               | Джилл Йонсон      | Kärleken är             | Бобби Лунггрен, Хокан Алмквист, Ингела Форсман              | Прошёл    |

| Порядковый номер | Исполнитель     | Название песни  | Очки | Место |
| ---------------- | --------------- | --------------- | ---- | ----- |
| 1                | B.I.G.          | Ingen annan väg | 52   | 2     |
| 2                | Нанна Грёнвалль | Avundsjuk       | 35   | 4     |
| 3                | Мирра Малмберг  | Julia           | 38   | 3     |
| 4                | Black Ingvars   | Cherie          | 34   | 5     |
| 5                | Джилл Йонсон    | Kärleken är     | 62   | 1     |

## На «Евровидении»
Согласно правилам конкурса Евровидение-1998 к участию допускаются страна-победительница прошлого выпуска, 18 стран, имеющих высокий средний балл по итогам прошлых пяти конкурсов и те страны, которые не участвовали в предыдущем выпуске, но транслировали его. Средний балл Швеции составлял 74,6, вследствие чего страну допустили к участию. Перед началом конкурса Би-би-си сообщила, что букмекеры поставили шведскую заявку на первое место, наряду с Великобританией, Бельгией, Мальтой и Нидерландами, как фаворита на победу. Йонсон выступала под номером 19, между Нидерландами и Бельгией. По итогам голосования букмекерские прогнозы не оправдались: она заняла десятое место из 25, набрав 53 очка, включая максимальные 12 очков от Эстонии. Данный результат позволил Швеции принять участие на Евровидение-1999. В 1997 году было введено телеголосование. 12 очков шведские телезрители присудили Норвегии. Дирижёром оркестра во время исполнения шведской песни был Андерс Берглунд.
По состоянию на 2023 год Kärleken är была последней заявкой от Швеции на Евровидение, исполненной на шведском языке.

### Голосование
| Очки      | Страна              |
| --------- | ------------------- |
| 12 баллов | - Эстония           |
| 10 баллов | - Норвегия          |
| 8 баллов  | - Венгрия           |
| 7 баллов  |                     |
| 6 баллов  | - Финляндия         |
| 5 баллов  | - Нидерланды        |
| 4 балла   | - Мальта            |
| 3 балла   | - Польша            |
| 2 балла   | - Ирландия - Турция |
| 1 балл    | - Великобритания    |

| Очки      | Страна         |
| --------- | -------------- |
| 12 баллов | Норвегия       |
| 10 баллов | Финляндия      |
| 8 баллов  | Нидерланды     |
| 7 баллов  | Великобритания |
| 6 баллов  | Мальта         |
| 5 баллов  | Израиль        |
| 4 балла   | Эстония        |
| 3 балла   | Хорватия       |
| 2 балла   | Бельгия        |
| 1 балл    | Ирландия       |